# Ashkur-Addu
Ashkur-Addu, Yaskur-Addu o Asqur-Addu fou rei de Karana, fill de Samu-Addu. Possiblement primer fou rei a Suruzum. Va estar aliat a Kahat en la disputa sobre Hazzikkannum; el cooperació amb el rei Kapiya de Kahat va atacar entre Nawar i Sabisa, va reunir 4.000 soldats prop de Razama i va ocupar Shubat-Enlil. Es va dirigir a Urkish amb 2.000 soldats. Dominava també a Nahur i Zimrilim de Mari va planejar expulsar-lo però després es va declarar vassall del rei mariota i es va casar amb la seva filla i Zimrilim el va instal·lar com a rei a Karana; va rebre insígnies reials de Babilònia. Va visitar Mari i va signar un tractat amb aquest regne. En guerra contra Ekallatum que intentava ocupar Aramanima. Va negociar per aconseguir ser nomenat per Zimrilim com a rei de Nahur però sembla que no va reeixir. Després d'un atac d'Ishme-Dagan d'Ekallatum a Adme va anar altre cop a Mari on també van anar enviats d'Ekallatun. Va rebutjar una oferta per entrar en l'aliança Ekallatum-Eshunna. Va fer un tractat amb Atamrun. Va tornar a visitar Mari i segurament Andarig. Eshunna li va prometre que els danys causats per Ekallatum li serien compensats. El regne fou atacat per una partida de hadneus o turuqueus i va haver de reforçar la frontera. Va seguir atentament la retirada d'Eshunna i va construir un campament a Rakna. El va succeir Haqba-Hammu o Aqba-Hammu, el seu conseller i lloctinent.